# Alexander Hill Everett
Alexander Hill Everett, född den 19 mars 1792 i Boston, död den 28 juni 1847 i Kina, var en amerikansk författare och diplomat. Han var bror till Edward Everett.
Everett utbildade sig efter avslutade studier vid Harvarduniversitetet för advokatyrket under ledning av John Quincy Adams. År 1809 följde han denne som legationssekreterare till Sankt Petersburg, anställdes 1815 i samma egenskap i Haag, där han 1818-24 var chargé d'affaires, och var 1825-29 Förenta staternas minister i Madrid. Då det demokratiska partiet med president Jackson kom till makten 1829, måste Everett dra sig tillbaka. Han slog sig ned i Boston, där han samma år blev ägare och utgivare av North American Review. År 1840 avgick han i ett konfidentiellt uppdrag till Kuba och 1845 som kommissarie till Kina. 
Everett författade bland annat Europe; or, a general survey of the political situation of the principal powers, with conjectures on their future prospects (1822), New ideas on population, with remarks on the theories of Godwin and Malthus (samma år), ett försök att vederlägga Malthus genom att påpeka emigrationens betydelse, America; or, a general survey of the political situation of the several powers of the western continent, with conjectures on their future prospects, by a citizen of the United states (1827). Everett var på sin tid den i Europa mest kände amerikanske skriftställaren. Hans Critical and miscellaneous essays utkom 1845 och 1847. En volym Poems utgavs 1845.